# لری ولچ
لری ولچ (انگلیسی: Larry D. Welch؛ زادهٔ ۹ ژوئن ۱۹۳۴) ژنرال بازنشسه نیروی هوایی ایالات متحده آمریکا است، که در فاصله سال‌های ۱۹۸۶ تا ۱۹۹۰ به‌عنوان دوازدهمین رئیس ستاد نیروی هوایی فعالیت می‌کرد.
ولچ فعالیت نظامی را از سال  در نیروی هوایی آمریکا آغاز کرد و در طول جنگ ویتنام خلبان جنگنده اف-۴ بود. وی از ۱۹۷۹ تا ۱۹۸۰ فرماندهی بال ۱ جنگنده را برعهده داشت، از ۱۹۸۰ تا ۱۹۸۱ به‌عنوان معاون عملیات فرماندهی هوایی تاکتیکی فعالیت می‌کرد، از ۱۹۸۱ تا ۱۹۸۲ فرمانده نیروی هوایی نهم بود، از ۱۹۸۲ تا ۱۹۸۴ فرماندهی نیروی ویژه مشترک استقرار سریع را برعهده داشت و از ۱۹۸۴ تا ۱۹۸۶ به‌عنوان جانشین رئیس ستاد نیروی هوایی فعالیت می‌کرد.